# Френк Конрад
Френк Конрад (4 травня 1874 — 10 грудня 1941) — інженер-електрик, його найбільш відомий вклад в розвиток радіо, в тому числі своєю роботою по створенню першої служби мовлення.
Близько 50 років він працював у електротехнічній та виробничій компанії Westinghouse у Східному Пітсбурзі, штат Пенсильванія. Експериментальна радіостанція наповнила його натхненням, і він виступив у ролі консультанта для створення першої служби мовлення Вестінгауза над радіостанцією KDKA.

## Раннє життя
Конрад народився 4 травня 1874 року в Пітсбурзі, штат Пенсильванія у родині Герберта М. Конрада, залізничного механіка, та Сейді Конрад. Офіційно його освіта закінчилася з 7-го класу, проте в 1928 році його робота буде визнана почесним ступенем доктора наук з Пітсбурзького університету. У віці 16 років він почав працювати в електротехнічній та виробничій компанії Westinghouse , а в 23 роки почав працювати у випробувальному відділі Westinghouse, де разом з іншим інженером, HP Davis, розробили перший лічильник ват-годин кругового типу (відомий як 'Круглий тип'). У 1904 році компанія призначила його генеральним інженером. В 1921 році він отримав посаду помічника головного інженера. За своє життя Конрад отримав понад 200 патентів на міжнародному рівні: 177 патентів США, принаймні 42- Великої Британії та принаймні 9 — Німеччини.

## Рання робота на радіо
Вперше Конрад зацікавився радіо в 1913 році, як результат парі з колегою, чий годинник був точнішим. Проводячи порівняння часу, Конрад почав сумніватися в точності часових сигналів, що надаються телеграфною службою Western Union, тому він побудував простий радіоприймач для підбору офіційних сигналів часу Морської обсерваторії, щовечора транслюється станцією NAA в Арлінгтоні, штат Вірджинія. За допомогою цього приймача він побудував передавач для спілкування з місцевими радіоаматорами. Після переїзду зі Швейцарського в Вілкінсбург, штат Пенсильванія, він встановив радіостанцію на верхньому поверсі двоповерхового гаражу, що прилягав до його будинку. Влітку 1916 року цій станції було видано Експериментальну ліцензію з позивним 8XK. У цей час на станції працював передавач іскр, таким чином, він міг використовуватися лише для передачі азбуки Морзе .

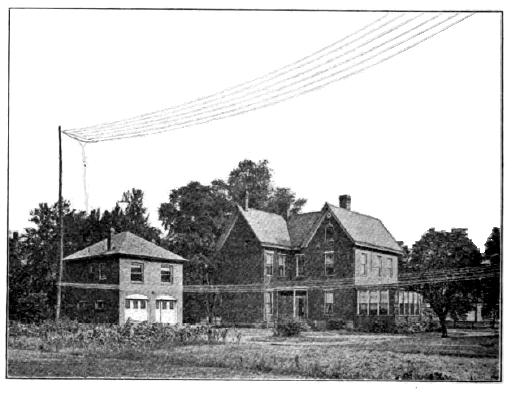
Будинок Конрада в Пітсбурзі демонструє антену з «плоскою вершиною» із протилежністю, що використовується для його експериментальної радіостанції 8XK.

У квітні 1917 року через вступ Сполучених Штатів у Першу світову війну було наказано приглушити всі цивільні радіостанції. Робота Конрада по вдосконаленню радіотехнологій продовжилася. Під час війни Вестінгхаус був нагороджений державними контрактами, пов'язаними з розробкою радіотехнологій. Конрад працював над удосконаленням радіообладнання (передавач SCR-69 і приймач SCR-70) для Армійського сигнального корпусу. Окрім азбуки Морзе, ця розробка включала радіотелефонні передачі з використанням вакуумно-лампових передавачів. У поєднанні з роботою військового часу Конраду було дозволено керувати радіопередавачем від свого дому, використовуючи позивний 3WE, для зв'язку з другою станцією, розташованою на заводі Westinghouse в Східному Пітсбурзі. Конрад виготовив також вітроелектричний генератор для живлення радіопередавача.
З 1 жовтня 1919 р. заборона на цивільні радіостанції була знята. Конрад відновив експерименти, знову використовуючи позивний 8XK а тепер також тестуючи радіотелефонне обладнання у вакуумних трубках.

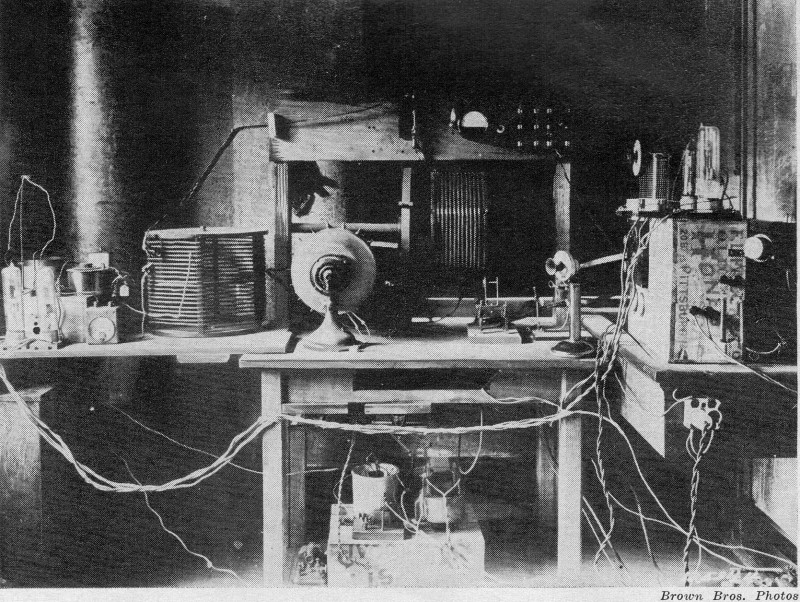
Експериментальна радіостанція Конрада, 8XK, знаходилась у гаражі його будинку.

В післявоєнний час він розважив місцевих аматорів підбірками з фонографних записів. Це було початком серії тестових передач, і новинка розваги виявилася популярною серед його аудиторії. Відповідаючи на їх зацікавленість, Конрад прийняв напіврегулярний графік, в основному, що складався з двох годин у суботу та також у середу ввечері.
Більшість цих ранніх ефірів складалася з музики, яка була в колекції записів Конрада. Пізніше він уклав угоду з місцевим магазином «Brunswick Shop»: в обмін на те, що магазин постачав йому нещодавно випущені записи, він надав в ефірі підтвердження. Сини і племінниця Конрада були талановитими музикантами і допомагали забезпечити розваги. 26 червня 1920 року в лікарні Ліги туберкульозу для пацієнтів транслювали спеціальний концерт.
Конрад продовжував вести експериментальну роботу по радіо. Так у 1920 році Американська ліга радіоелементів спільно з Бюро стандартів Сполучених Штатів провела серію випробувань, досліджуючи явище «згасання» радіосигналу. 8XK була однією з ключових станцій, яка брала участь у цих випробуваннях.

## Станція мовлення KDKA

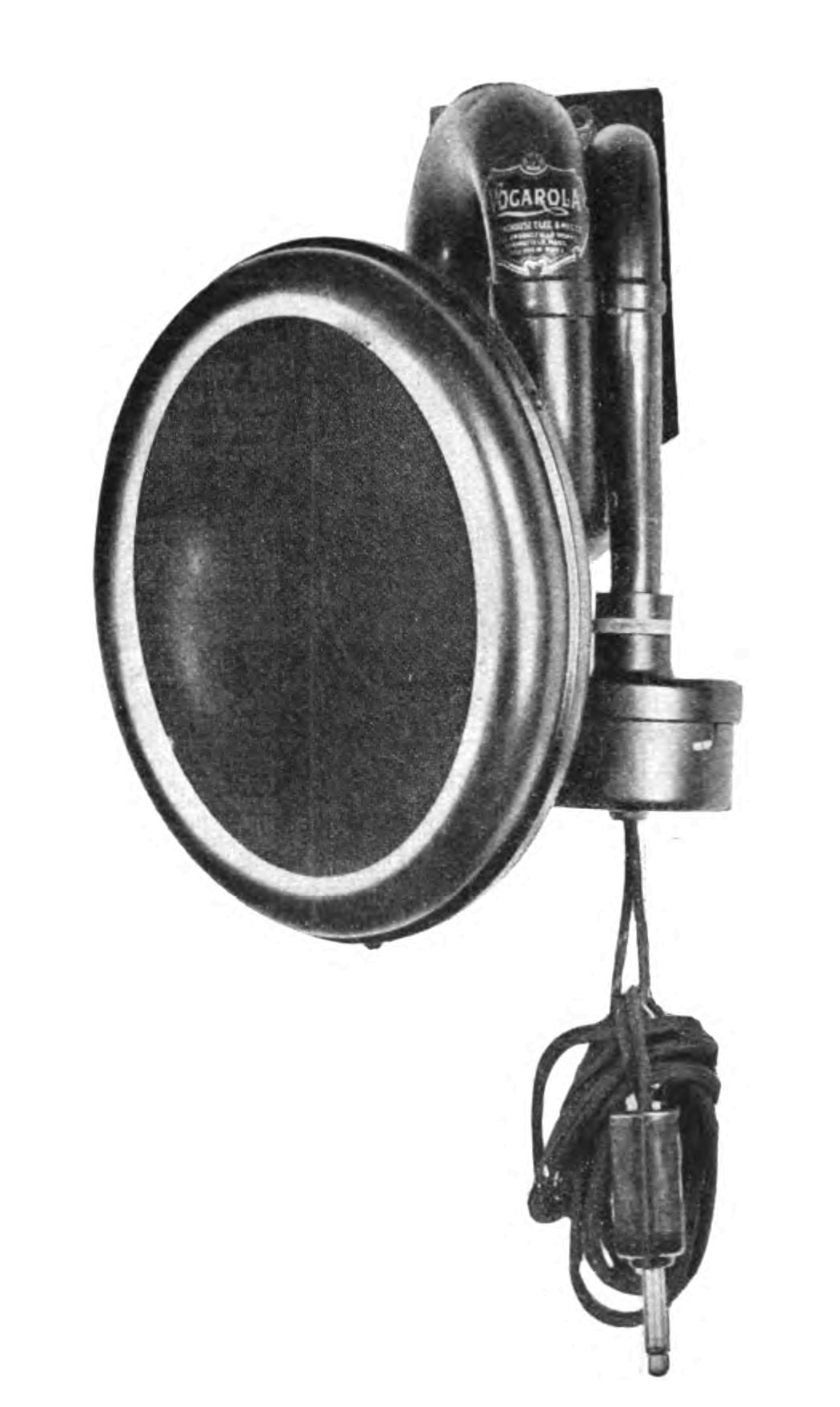
Гучномовець Vocarola, розроблений Френком Конрадом з автомобільного гудка

Наприкінці 1920 р. розважальні трансляції 8XK спричинили вихід Вестінгауза у сферу мовлення. 23 вересня 1920 року в газетах Пітсбурга опублікували рекламне оголошення, в якому зазначалося, що магазин почав продавати прості «бездротові приймальні станції». 29 вересня в рекламі згадувалося, що нещодавно співробітники Універмага Джозефа Горна чули «повітряний концерт» від станції Конрада. Побачивши цю останню рекламу, віце-президент Westinghouse HP Davis негайно почав керувати будівництвом радіомовної станції Westinghouse. Його ідея полягала в тому, що компанія могла б почати продавати власні радіоприймачі широкому загалу, при цьому безкоштовні щоденні розваги, які пропонуються радіостанцією, стимулювали б продажі.
Американська радіоелектронна ліга вже створила програму для різних аматорських станцій для розподілу результатів голосування в день виборів, 2 листопада, а в районі Пітсбурга місцевим учасником було заплановано 8XK. Однак Westinghouse вирішив відкрити свою нову послугу мовлення тієї ж ночі, тому Конрад замість цього підтримав цю роботу. Вечірня трансляція Вестінгауза була успішно проведена на станції 8ZZ (незабаром перетвориться на KDKA) у Східному Пітсбурзі.
Вестінгхаус відіграв провідну роль у розвитку радіомовлення в США. Конрад переглянув свої попередні конструкції приймачіві і створив споживчі товари для нових клієнтів компанії На початку 1921 року, використовуючи «найновіші ідеї двох відомих інженерів, Едвіна Х Армстронг і Френка Конрада „Westinghouse розпочав продаж моделей тюнерів RA і детекторів DA.

## Пізніше життя
8XK був одним з основних учасників «Естафети дня народження Вашингтона» у лютому 1921 р. Але Конрад закінчив свої розважальні трансляції незабаром після створення KDKA. Він продовжував проводити новаторські радіодослідження. Досліджуючи «гармоніки» передавача — небажані додаткові радіосигнали, що виробляються на більш високих частотах, ніж звичайна частота передачі станції, він несподівано виявив, що в деяких випадках гармоніки можна було почути далі, ніж первинний сигнал, що раніше вважалося неможливим, як високочастотне радіо. Це змусило Вестінгауза почати оцінювати комерційний потенціал короткохвильових передач. У 1924 році Конрад продемонстрував Девіду Сарноффу з RCA, що короткохвильові сигнали з Східного Пітсбурга можуть бути легко прийняті в Лондоні, використовуючи простий приймач із шторкою як антену. Це з невеликою часткою вартості відповідало характеристикам сучасного на сьогодні методу RCA для трансатлантичного радіо, який використовував масивні довгохвильові перетворювачі Александрсона для виробництва сигналів, які надсилалися та приймалися за допомогою антен, довжина яких вимірюється в кілометрах.
У 1928 році Конрад продемонстрував у Вестінгаузі конвертер для перегляду фільму на телевізор, а також займався дослідженнями вузькосмугових FM-передач.

## Смерть і спадщина
В 1940 р. Конрад звільнився з Вестінгауза. 6 листопада 1941 року, коли їхав до свого зимового будинку в Маямі, штат Флорида, у Конрада стався серцевий напад і 10 грудня 1941 року помер.
За свою роботу він отримав численні нагороди, в тому числі від Американського інституту інженерів-електриків, медаль Едісона 1930 р. «За внесок у радіомовлення та короткохвильову радіопередачу» та медаль Ламме 1936 р. За новаторські та основні розробки в галузі послуг з обліку електроенергії та захисту". У 2001 році гараж Вілкінсбурга, в якому розміщувалося 8XK, був ретельно розібраний і поміщений на зберігання Національним музеєм мовлення з надією, що колись його можна буде відбудувати для розміщення музею мовлення.
Життя Конрада та його стосунки з дружиною Флорою знайшло відображення в мюзиклуі під назвою On Air.